# 北海道道278号奈井江浦臼線

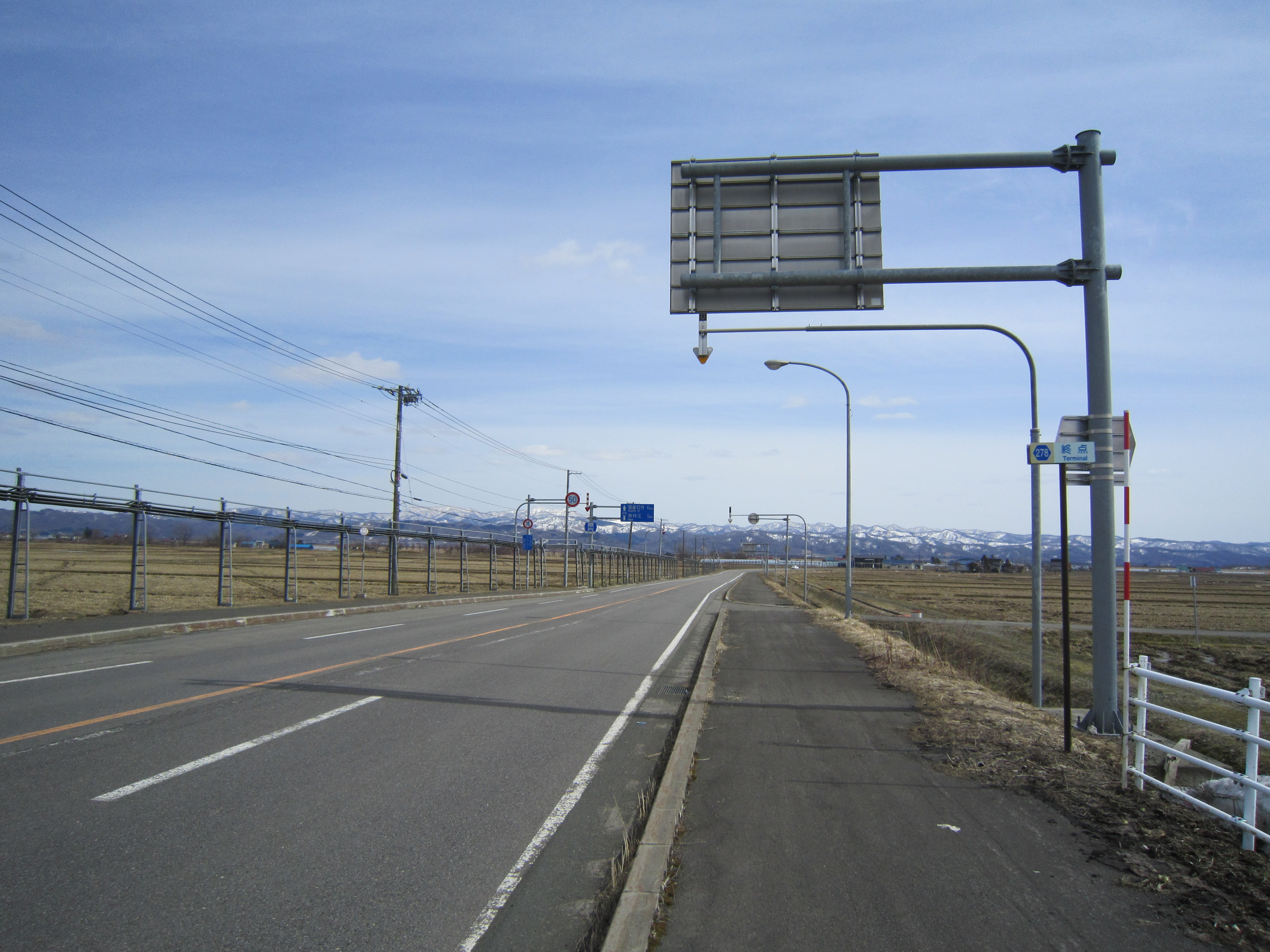
終点・黄臼内交差点より東を望む

北海道道278号奈井江浦臼線（ほっかいどうどう278ごう ないえうらうすせん）は、北海道空知郡奈井江町と樺戸郡浦臼町を結ぶ一般道道（北海道道）である。

## 概要

### 路線データ
- 起点：北海道空知郡奈井江町字奈江原野（北海道道139号江別奈井江線交点）
- 終点：北海道樺戸郡浦臼町字黄臼内（国道275号交点）
- 路線延長：3.8km（総延長）

## 歴史
- 1957年（昭和32年）7月25日 223号として路線認定[1]。
- 1994年（平成6年）10月1日 路線番号を278号に変更[2]。

この路線の前身は、1920年（大正9年）4月1日に認定された準地方費道40号岩見沢浦臼線の一部である。

## 路線状況

### 道路施設
主な橋梁
- 奈井江大橋（石狩川）＝奈井江町字奈井江 - 浦臼町字黄臼内

## 地理

### 通過する自治体
- 空知総合振興局
  - 空知郡奈井江町
  - 樺戸郡浦臼町

### 交差する道路
奈井江町
- 北海道道139号江別奈井江線 - 奈江原野（起点）

浦臼町
- 国道275号 - 黄臼内（終点）